# ウィリアム・イートン
ウィリアム・イートン（William Eaton、生没年不詳）は、江戸時代初期に来日したイングランドの商人。

## 経歴・人物
慶長18年（1613年）にイギリス東インド会社の司令官ジョン・セーリスの指揮するクローブ号により来日した。
肥前平戸にあるイギリス商館の館員を務め、大坂（現在の大阪市）で貿易関係の仕事を行った。しかし、その後オランダ商館との対立が深まったため、経営不振に陥り元和9年（1623年）イギリス商館は閉鎖した。同時に館長リチャード・コックスと共に帰国した。